# Мичуринский сельсовет (Новосибирский район)
Мичуринский сельсовет — сельское поселение в Новосибирском районе Новосибирской области Российской Федерации.
Административный центр — посёлок Мичуринский.

## История
Статус и границы сельского поселения установлены Законом Новосибирской области от 2 июня 2004 года № 200-ОЗ «О статусе и границах муниципальных образований Новосибирской области»

## Население
| 2002    | 2010  | 2012  | 2013  | 2014  | 2015  | 2016  |
| ------- | ----- | ----- | ----- | ----- | ----- | ----- |
| 2589    | ↗4139 | ↗4399 | ↗4521 | ↗4710 | ↗4711 | ↗4739 |
| 2017    | 2018  | 2018  | 2019  | 2019  | 2020  | 2020  |
| ↘4653   | ↗4855 | →4855 | ↗5130 | →5130 | ↗5357 | →5357 |
| 2021    |       |       |       |       |       |       |
| ↗10 107 |       |       |       |       |       |       |

## Состав сельского поселения
| № | Населённый пункт | Тип населённого пункта          | Население |
| - | ---------------- | ------------------------------- | --------- |
| 1 | Мичуринский      | посёлок, административный центр | ↗1208     |
| 2 | Элитный          | посёлок                         | ↗6232     |
| 3 | Юный Ленинец     | посёлок                         | ↗1359     |